# Final Battle (2023)
Pour les articles homonymes, voir Final Battle.
L'édition 2023 de Final Battle est un Pay-per-view de catch (lutte professionnelle) produit par la promotion américaine Ring of Honor. L'événement a eu lieu le 15 décembre 2023 au Curtis Culwell Center à Garland (Texas). Il s'agit de la 22e édition de Final Battle.

## Contexte
Les spectacles de la Ring of Honor sont constitués de matchs aux résultats prédéterminés par les scénaristes de la compagnie. Ces rencontres sont justifiées par des storylines – une rivalité entre catcheurs, la plupart du temps – ou par des qualifications survenues dans les shows. Tous les catcheurs possèdent un gimmick, c'est-à-dire qu'ils incarnent un personnage gentil (Face) ou méchant (Heel), qui évolue au fil des rencontres. Un événement comme Final Battle est donc un événement tournant pour les différentes storylines en cours.

## Tableau des matchs
| Ordre par numéros | Résultat | Stipulation(s) | Temps |
| --- | --- | --- | ----- |
| 1P | Taya Valkyrie (avec Johnny TV) bat Jazmin Allure                                                                                               | Match simple | 4:08  |
| 2P | The Von Erichs (Ross et Marshall) battent The Outrunners (Turbo Floyd et Truth Magnum)                                                         | Tag Team match | 6:52  |
| 3P | Bryan Keith bat Jack Cartwheel | Match simple Le gagnant sera qualifié pour le Survival of the Fittest match.                                                                 | 7:55  |
| 4P | Daniel Garcia bat Blake Christian par soumission                                                                                               | Match simple | 12:15 |
| 5 | El Hijo del Vikingo (c) bat Black Taurus | Match simple pour le AAA Mega Championship                                                                                                   | 16:30 |
| 6 | The Mogul Embassy (Bishop Kaun, Toa Liona et Brian Cage) (c) (avec Prince Nana) bat TMDK (Kosei Fujita, Bad Dude Tito et Shane Haste)          | 6-Man Tag Team match pour les ROH World Six-Man Tag Team Championship                                                                        | 12:05 |
| 7 | Ethan Page bat Tony Nese (avec "Smart" Mark Sterling)                                                                                          | « I Quit » match | 20:05 |
| 8 | Nyla Rose bat VertVixen | Match simple | 2:40  |
| 9 | Kyle Fletcher bat Komander, Bryan Keith, Lee Moriarty, Dalton Castle et Lee Johnson                                                            | Survival of the Fittest match pour le ROH World Television Championship vacant                                                               | 25:55 |
| 10 | Wheeler Yuta (c) bat Tom Lawlor | Pure Wrestling Rules match pour le ROH Pure Championship Christopher Daniels, Jerry Lynn et Jimmy Jacobs sont utilisés comme juges.          | 13:10 |
| 11 | Keith Lee bat Shane Taylor | Match simple | 14:40 |
| 12 | Dem Top Guys (FTR (Cash Wheeler et Dax Harwood) et Mark Briscoe) bat Blackpool Combat Club (Jon Moxley, Bryan Danielson et Claudio Castagnoli) | Fight Without Honor en la mémoire de Jay Briscoe                                                                                             | 29:35 |
| 13 | Eddie Kingston bat Anthony Henry par soumission                                                                                                | Proving Ground match Si Anthony Henry ne tient pas 10 minutes, il n'aura pas d'opportunité pour le ROH World Championship de son adversaire. | 5:45  |
| 14 | Athena (c) bat Billie Starkz par soumission | Match simple pour le ROH Women's World Championship                                                                                          | 28:30 |
| La lettre C placée entre parenthèses désigne la personne ou l’équipe championne en titre. P – indique que le match a eu lieu lors du pré-show | | |       |